# Amathusia perakana
Amathusia perakana är en fjärilsart som beskrevs av Eduard Honrath 1888. Amathusia perakana ingår i släktet Amathusia och familjen praktfjärilar. Inga underarter finns listade i Catalogue of Life.